# Fusillade de 2022 à Rio de Janeiro
 (mai 2022).
La fusillade de 2022 à Rio de Janeiro (également connue sous le nom de chacina da Vila Cruzeiro ou chacina do complexo da Penha), est survenue le 24 mai 2022 dans la favela du même nom à Rio de Janeiro, lors d'une opération conjointe de la Batalhão de Operações Policiais Especiais (BOPE), la police fédérale et la police routière fédérale qui ont fait au moins 26 morts par balles ou par objets coupants. Il s'agit de la deuxième opération policière la plus meurtrière dans la ville de Rio de Janeiro, juste derrière la Chacina do Jacarezinho, qui s'est produite un an plus tôt.
Selon le BOPE, l'opération visait à arrêter plus de 50 trafiquants du Comando Vermelho de divers États qui se dirigeaient vers la favela de Rocinha. L'équipe de police en civil a été découverte vers 16 h 0 et le député a mené une opération d'urgence impliquant 80 agents et 26 membres de la police fédérale des autoroutes. La fusillade a duré des heures jusqu'à ce qu'elle atteigne les bois de la Serra da Misericórdia, qui relie Vila Cruzeiro au Complexo do Alemão, où la plupart des victimes ont été abattues. Ils ont saisi 13 fusils, 12 grenades, 4 pistolets, 10 voitures et 20 motos. Les victimes ont été transférées à l'hôpital Estadual Getúlio Vargas. La police militaire q déclaré que la faction est très active, responsable de 80% des affrontements à Rio.